# Меткович
Меткович (на хърватски: Metković) e град в Хърватия. Намира се в делтата на Неретва в югоизточната част на страната, в Дубровнишко-неретванска жупания. Населението му е 13 873 души (2001), в по-голямата си част (96%) – хървати.

## Местоположение и комуникации
Меткович е разположен на река Неретва, на 20 км от мястото на вливането ѝ в Адриатическо море, и на границата с Босна и Херцеговина. Меткович е вторият по големина и значение град на най-югоизточно изнесената хърватска жупания в Далмация. На 10 км югозападно от него се намира Опузен, на 25 км в същата посока - Плоче. На 90 км югоизточно от него е Дубровник, а на 50 км северно — главния град на Херцеговина - Мостар. Пътят Мостар — Плоче, минаващ през Меткович, свързва града от едната страна, с панорамното адриатическо шосе, минаващо по цялото хърватско крайбрежие, а от друга страна, Меткович е свързан с Босна и Херцеговина - през Мостар. През града минава жп линията Баня Лука - Мостар — Плоче. Покрай Меткович ще минава продължението на Автомагистрала А1 (Хърватия) за Дубровник и оттам покрай Требине за Подгорица и Албания. На север от Меткович се предвижда изграждането на Автомагистралата на Босна и Херцеговина, като отклонение на хърватската А1.

## История и забележителности
На север от Меткович са руините на големия римски град Нарона, днес Вид (Меткович). С името си Меткович за първи път се споменава в 1420 г., и предположително това е име на славянско племе, населило това място по долното течение и делтата на Неретва. До XIX век Меткович е малко селище, чийто жители се занимавали със селско стопанство, а именно отглеждането на земеделски култури в плодородната делта на река Неретва.
През XIX век, под австрийска власт, градчето се развива и населението му нараства. Изграждането на моста над река Неретва и пристанището на Меткович, превръщат градчето във важен транспортен център, свързващ Адриатика с Босна и Херцеговина.